# Arthur Sellings
Arthur Sellings, pseudonyme de Arthur Gordon Ley, né le 31 mai 1921 à Tunbridge Wells dans le Kent en Angleterre et mort le 24 septembre 1968  à Worthing en Angleterre, est un scientifique et marchand d'art ainsi qu'un écrivain de science-fiction britannique.

## Biographie
Il est né le 31 mai 1921 à Tunbridge Wells, fils de Arthur James et Stella Grace (Sellings) Ley.
Il vit la majeure partie de sa vie dans sa ville natale.
Il se marie le 18 août 1945 avec Gladys Pamela Judge.
Outre ses activités d'écrivain, il est marchand d'art et antiquaire, et de 1955 à 1968, chercheur scientifique pour l'État britannique.
Il meurt d'un infarctus le 24 septembre 1968 à Worthing dans le Sussex, à l'âge de 47 ans.

## Œuvres

### Romans
- (en) Telepath, 1962
- (en) The Uncensored Man, 1964
- (en) The Quy Effect, 1966
- (en) Intermind, 1967Sous le nom de Ray Luther.
- (en) The Power of X, 1968
- (en) Junk Day, 1970Roman posthume

### Anthologies
- (en) Time Transfer and Other Stories, 1956
- (en) The Long Eureka: a Collection of Short Stories, 1968

### Nouvelles
- (en) The Haunting, 1953
- Les Gars d'Algol, 1954 ((en) The Boys from Vespis, 1954)
- (en) The Departed, 1954
- Un début dans la vie, 1955 ((en) A Start in Life, 1954)
- (en) The Cautious Invaders, 1954
- Ces hommes si bons..., 1955 ((en) The Age of Kindness, 1954)
- (en) The Mission, 1955
- (en) The Figment, 1955
- (en) Escape Mechanism, 1955
- (en) The Proxies, 1955
- (en) Jukebox, 1955
- (en) Cry Wolf, 1956
- (en) Armistice, 1956
- (en) Birthright, 1956
- (en) The Warriors, 1956
- (en) The Masters, 1956
- (en) Categorical Imperative, 1956
- (en) Control Room, 1956
- (en) Time Transfer, 1956
- (en) From Up There, 1956
- (en) The Wordless Ones, 1956
- (en) The Transfer, 1956
- (en) Pentagram, 1956
- (en) Soliloquy, 1956
- (en) The Awakening, 1956
- (en) The Category Inventors, 1956
- Au travers de la grille, 1956 ((en) One Across, 1956)
- Accord verbal, 1957 ((en) Verbal Agreement, 1956)
- (en) Fresh Start, 1957
- (en) Brink of Madness, 1957
- (en) Limits, 1958
- Une forme vague, 1958 ((en) Blank Form, 1958)Titré également Formule en blanc
- (en) The Shadow People, 1958
- (en) Flatiron, 1958
- (en) The Long Eureka, 1959
- (en) For the Colour of His Hair, 1959
- (en) The Tycoons, 1959
- Le Modificateur, 1984 ((en) The Scene Shifter, 1959)
- (en) The Outstretched Hand, 1959
- (en) Starting Course, 1961
- (en) The Well-Trained Heroes, 1964
- (en) The Power of Y, 1965
- (en) The Tinplate Teleologist, 1965
- (en) Gifts of the Gods, 1966
- (en) That Evening Sun Go Down, 1966
- (en) The Key of the Door, 1967
- Et ce dernier voyage..., 1971 ((en) The Last Time Around, 1968)Titrée également La Dernière Fois
- (en) Trade-In, 1968
- (en) Homecoming, 1968
- (en) Crack In the Shield, 1968
- (en) The Trial, 1969
- (en) The Legend and the Chemistry, 1969
- (en) The Dodgers, 1969

### Récit hors science-fiction
- (en) Where Now?, 1961